# Scolesa brevis
Scolesa brevis är en fjärilsart som beskrevs av Walker 1855. Scolesa brevis ingår i släktet Scolesa och familjen påfågelsspinnare. Inga underarter finns listade.